# (73019) 2002 ES66
(73019) 2002 ES66 – planetoida z pasa głównego asteroid okrążająca Słońce w ciągu 3,69 lat w średniej odległości 2,39 j.a. Odkryta 13 marca 2002 roku.